# MacOS Catalina
macOS Catalina (версия 10.15) — шестнадцатый основной выпуск macOS, настольной операционной системы Apple Inc. для компьютеров Macintosh. Она является преемницей macOS Mojave и была анонсирована на WWDC 2019 3 июня 2019 года и выпущена для публики 7 октября 2019 года. Catalina — первая версия macOS, поддерживающая только 64-разрядные приложения, и первая, включающая блокировку активации. Это также последняя версия macOS с основным номером версии 10; ее преемник, Big Sur, выпущенный 12 ноября 2020 года, имеет версию 11. Чтобы повысить веб-совместимость, Safari, Chromium и Firefox заморозили ОС в пользовательском агенте, запущенном в последующих выпусках macOS в 10.15.7 Catalina.
Операционная система названа в честь острова Санта-Каталина, расположенного у побережья южной Калифорнии.
macOS Catalina — это финальная версия macOS, которая поддерживает Unibody MacBook Pro, поскольку ее преемница, macOS Big Sur, прекращает поддержку своей последней модели середины 2012 года.

## Название
По многолетней традиции название выбрано в честь крупной географической достопримечательности, расположенной в Калифорнии — скалистого острова Санта-Каталина в Тихом океане, расположенного вблизи побережья Южной Калифорнии.

## Изменения и нововведения
- 32-битные приложения больше официально не запускаются и не поддерживаются. Неофициально рекомендуют поставить для их запуска виртуальную машину либо откатиться на одну из предыдущих версий системы.
- появились новые нативные приложения Подкасты[англ.], Музыка и TV, которые функционально заменят устаревший универсальный медиаплеер iTunes.
- появилась функция Sidecar[англ.], позволяющая использовать iPad в качестве дополнительного дисплея.
- новая версия ОС получила голосовое управление (Voice Control)[8].
- были объединены приложения Найти друзей[англ.] и Найти iPhone[англ.] в одно — Локатор[англ.], где появилась возможность удалённо блокировать украденный ноутбук.
- изменилось оформление приложения Заметки[англ.] и программы Фото — для работы с фотографиями.

для разработчиков:
- для разработчиков появилась поддержка портирования специализированных приложений, созданных для планшета iPad на настольную macOS (например, в macOS появился iOS-клиент для сети микроблогов Twitter).
- доработаны и усовершенствованны функции основных API в macOS SDK — инструментарии, используемом для создания macOS-приложений, например, такие как: фреймворки для машинного обучения Core ML[англ.] 3[9][10] и Create ML[англ.], фреймворк для работы с GPU Metal[англ.] и другие.
- для разработчиков дополненной реальности появились: новое приложение Reality Composer[англ.] и новый высокоуровневый фреймворк RealityKit[англ.], а также новая версия фреймворка ARKit[англ.] 3[11].
- появился совершенно новый API FileProvider[англ.] для провайдеров облачных хранилищ для высокопроизводительного способа бесшовной интеграции с Finder без расширения ядра и для повышения безопасности.

## Поддерживаемые компьютеры
Все стандартные конфигурации Mac, которые поддерживали macOS Mojave, поддерживают macOS Catalina. Mac Pro 2010–2012 годов, которые могли запускать Mojave только с обновлением графического процессора, больше не поддерживаются. Catalina требует 4 ГБ памяти, что больше, чем 2 ГБ, требуемые с Lion по Mojave. Для macOS Catalina требуются компьютеры Mac:
- Модели Mac mini, выпущенные в конце 2012 г. или позже;
- Модели iMac, выпущенные в конце 2012 г. или позже;
- Модели MacBook, выпущенные в начале 2015 г. или позже;
- Модели MacBook Air, выпущенные в середине 2012 г. или позже;
- Модели MacBook Pro, выпущенные в середине 2012 г. или позже;
- Модели iMac Pro, выпущенные в конце 2017 г. или позже;
- Модели Mac Pro, выпущенные в конце 2013 г. или позже.

Неофициально возможно установить macOS Catalina на многие старые компьютеры Macintosh, которые официально не поддерживаются Apple. Для этого требуется использовать патч для изменения установочного образа. Catalina Patcher от (dosdude1) является примером таких инструментов, которые можно использовать для установки Catalina на машины между 2008 и 2011 годами.

## Безопасность
Ars Technica сообщила, что macOS Catalina содержала критическую уязвимость повышения привилегий, которая приводила к установке бэкдора, если пользователи посещали гонконгский продемократический веб-сайт. Уязвимость была сообщена Apple в августе 2021 года и исправлена в обновлении Catalina в сентябре, но она уже была исправлена Apple в macOS Big Sur 11.2, выпущенном 234 днями ранее, 1 февраля. Эксперты по безопасности критиковали Apple за то, что она не исправила критические известные уязвимости в старых версиях и не была прозрачной в отношении того, что старые версии получают только некоторые, но не все исправления безопасности. Последний основной выпуск операционных систем Apple (macOS, iOS и другие) получает все обновления безопасности.

## Восприятие
Catalina получила в целом положительные отзывы после выпуска за некоторые из своих функций. Однако некоторые критики посчитали версию ОС явно менее надежной, чем предыдущие версии. Широкое добавление мер безопасности, ориентированных на пользователя (в некоторой степени аналогичное добавлению диалоговых окон контроля учетных записей пользователей в Windows Vista десятилетием ранее) было раскритиковано как навязчивое и раздражающее.

## История релизов
| Версия  | Сборка  | Дата выхода      | Версия Darwin                                           | Примечания                                                               | Скачивание                                                                  |
| ------- | ------- | ---------------- | ------------------------------------------------------- | ------------------------------------------------------------------------ | --------------------------------------------------------------------------- |
| 10.15   | 19A583  | 7 октября 2019   | 19.0.0                                                  | Оригинальный выпуск обновления программного обеспечения Security content |                                                                             |
| 10.15   | 19A602  | 15 октября 2019  | 19.0.0                                                  | Дополнительное обновление                                                |                                                                             |
| 10.15   | 19A603  | 21 октября 2019  | 19.0.0                                                  | Пересмотренное дополнительное обновление                                 |                                                                             |
| 10.15.1 | 19B88   | 29 октября 2019  | 19.0.0 xnu-6153.41.3~29                                 | About the macOS Catalina 10.15.1 Update Security content                 | macOS 10.15.1 Update                                                        |
| 10.15.2 | 19C57   | 10 декабря 2019  | 19.2.0 xnu-6153.61.1~20                                 | About the macOS Catalina 10.15.2 Update Security content                 | macOS 10.15.2 Update macOS 10.15.2 Combo Update                             |
| 10.15.2 | 19C58   | 10 декабря 2019  | 19.2.0 xnu-6153.61.1~20                                 | About the macOS Catalina 10.15.2 Update Security content                 | macOS 10.15.2 Update macOS 10.15.2 Combo Update                             |
| 10.15.3 | 19D76   | 28 января 2020   | 19.3.0 xnu-6153.81.5~1                                  | About the macOS Catalina 10.15.3 Update Security content                 | macOS 10.15.3 Update macOS 10.15.3 Combo Update                             |
| 10.15.4 | 19E266  | 24 марта 2020    | 19.4.0 xnu-6153.101.6~15                                | About the macOS Catalina 10.15.4 Update Security content                 | macOS 10.15.4 Update macOS 10.15.4 Combo Update                             |
| 10.15.4 | 19E287  | 8 апреля 2020    | 19.4.0 xnu-6153.101.6~15                                | Дополнительное обновление                                                | macOS 10.15.4 Supplemental Update                                           |
| 10.15.5 | 19F96   | 26 мая 2020      | 19.5.0 xnu-6153.121.1~7                                 | About the macOS Catalina 10.15.5 Update Security content                 | macOS 10.15.5 Update macOS 10.15.5 Combo Update                             |
| 10.15.5 | 19F101  | 1 июня 2020      | 19.5.0 xnu-6153.121.2~2                                 | Дополнительное обновление Security content                               | macOS 10.15.5 Supplemental Update                                           |
| 10.15.6 | 19G73   | 15 июля 2020     | 19.6.0 xnu-6153.141.1~9 Jul 5 00:43:10 PDT 2020         | About the macOS Catalina 10.15.6 Update Security content                 | macOS 10.15.6 Update macOS 10.15.6 Combo Update                             |
| 10.15.6 | 19G2021 | 12 августа 2020  | 19.6.0 xnu-6153.141.1~1 Jun 18 20:49:00 PDT 2020        | Дополнительное обновление                                                | macOS 10.15.6 Supplemental Update                                           |
| 10.15.7 | 19H2    | 24 сентября 2020 | 19.6.0 xnu-6153.141.2~1 Mon Aug 31 22:12:52 PDT 2020    | About the macOS Catalina 10.15.7 Update Security content                 | macOS 10.15.7 Update macOS 10.15.7 Combo Update                             |
| 10.15.7 | 19H4    | 17 октября 2020  | 19.6.0 xnu-6153.141.2~1 Mon Aug 31 22:12:52 PDT 2020    | About the macOS Catalina 10.15.7 Update Security content                 | macOS 10.15.7 Update macOS 10.15.7 Combo Update                             |
| 10.15.7 | 19H15   | 5 ноября 2020    | 19.6.0 xnu-6153.141.2.2~1 Thu Oct 29 22:56:45 PDT 2020  | Дополнительное обновление Security content                               | macOS 10.15.7 Supplemental Update macOS 10.15.7 Supplemental Update (Combo) |
| 10.15.7 | 19H114  | 14 декабря 2020  | 19.6.0 xnu-6153.141.10~1 Tue Nov 10 00:10:30 PST 2020   | About the security content of Security Update 2020-001                   | Security Update 2020-001 (Catalina)                                         |
| 10.15.7 | 19H512  | 1 февраля 2021   | 19.6.0 xnu-6153.141.16~1 Tue Jan 12 22:13:05 PST 2021   | About the security content of Security Update 2021-001                   | Security Update 2021-001 (Catalina)                                         |
| 10.15.7 | 19H524  | 9 февраля 2021   | 19.6.0 xnu-6153.141.16~1 Tue Jan 12 22:13:05 PST 2021   | Дополнительное обновление Security content                               | macOS Catalina 10.15.7 Supplemental Update 2                                |
| 10.15.7 | 19H1030 | 26 апреля 2021   | 19.6.0 xnu-6153.141.28.1~1 Mon Apr 12 20:57:45 PDT 2021 | About the security content of Security Update 2021-002                   | Security Update 2021-002 (Catalina)                                         |
| 10.15.7 | 19H1217 | 24 мая 2021      | 19.6.0 xnu-6153.141.33~1 Thu May 6 00:48:39 PDT 2021    | About the security content of Security Update 2021-003                   | Security Update 2021-003 (Catalina)                                         |
| 10.15.7 | 19H1323 | 21 июля 2021     | 19.6.0 xnu-6153.141.35~1 Thu Jun 22 19:49:55 PDT 2021   | About the security content of Security Update 2021-004                   | Security Update 2021-004 (Catalina)                                         |
| 10.15.7 | 19H1417 | 13 сентября 2021 | 19.6.0 xnu-6153.141.40~1 Tue Aug 24 20:28:00 PDT 2021   | About the security content of Security Update 2021-005                   | Security Update 2021-005 (Catalina)                                         |
| 10.15.7 | 19H1419 | 23 сентября 2021 | 19.6.0 xnu-6153.141.40.1~1 Thu Sep 16 20:58:47 PDT 2021 | About the security content of Security Update 2021-006                   | Security Update 2021-006 (Catalina)                                         |
| 10.15.7 | 19H1519 | 25 октября 2021  | 19.6.0 xnu-6153.141.43~1 Tue Oct 12 18:34:05 PDT 2021   | About the security content of Security Update 2021-007                   | Security Update 2021-007 (Catalina)                                         |
| 10.15.7 | 19H1615 | 13 декабря 2021  | 19.6.0 xnu-6153.141.50~1 Sun Nov 14 19:58:51 PST 2021   | About the security content of Security Update 2021-008                   | Security Update 2021-008 (Catalina)                                         |
| 10.15.7 | 19H1713 | 26 января 2022   | 19.6.0 xnu-6153.141.51~3 Thu Jan 13 01:26:33 PST 2022   | About the security content of Security Update 2022-001                   | Security Update 2022-001 (Catalina)                                         |
| 10.15.7 | 19H1715 | 14 февраля 2022  | 19.6.0 xnu-6153.141.51~3 Thu Jan 13 01:26:33 PST 2022   | Обновление безопасности 2022-002                                         | Security Update 2022-002 (Catalina)                                         |
| 10.15.7 | 19H1824 | 14 марта 2022    | 19.6.0 xnu-6153.141.59~1 Tue Feb 15 21:39:11 PST 2022   | About the security content of Security Update 2022-003                   | Security Update 2022-003 (Catalina)                                         |
| 10.15.7 | 19H1922 | 16 мая 2022      | 19.6.0 xnu-6153.141.62~1 Mon Apr 18 21:50:40 PDT 2022   | About the security content of Security Update 2022-004                   | Security Update 2022-004 (Catalina)                                         |
| 10.15.7 | 19H2026 | 20 июля 2022     | 19.6.0 xnu-6153.141.66~1 Tue Jun 21 21:18:39 PDT 2022   | About the security content of Security Update 2022-005                   | Security Update 2022-005 (Catalina)                                         |